# Dačice
Dačice (deutsch Datschitz) ist eine Stadt im Süden Tschechiens mit 7611 Einwohnern (1. Januar 2014). Die Stadt gehört historisch zu Mähren.

## Geographie

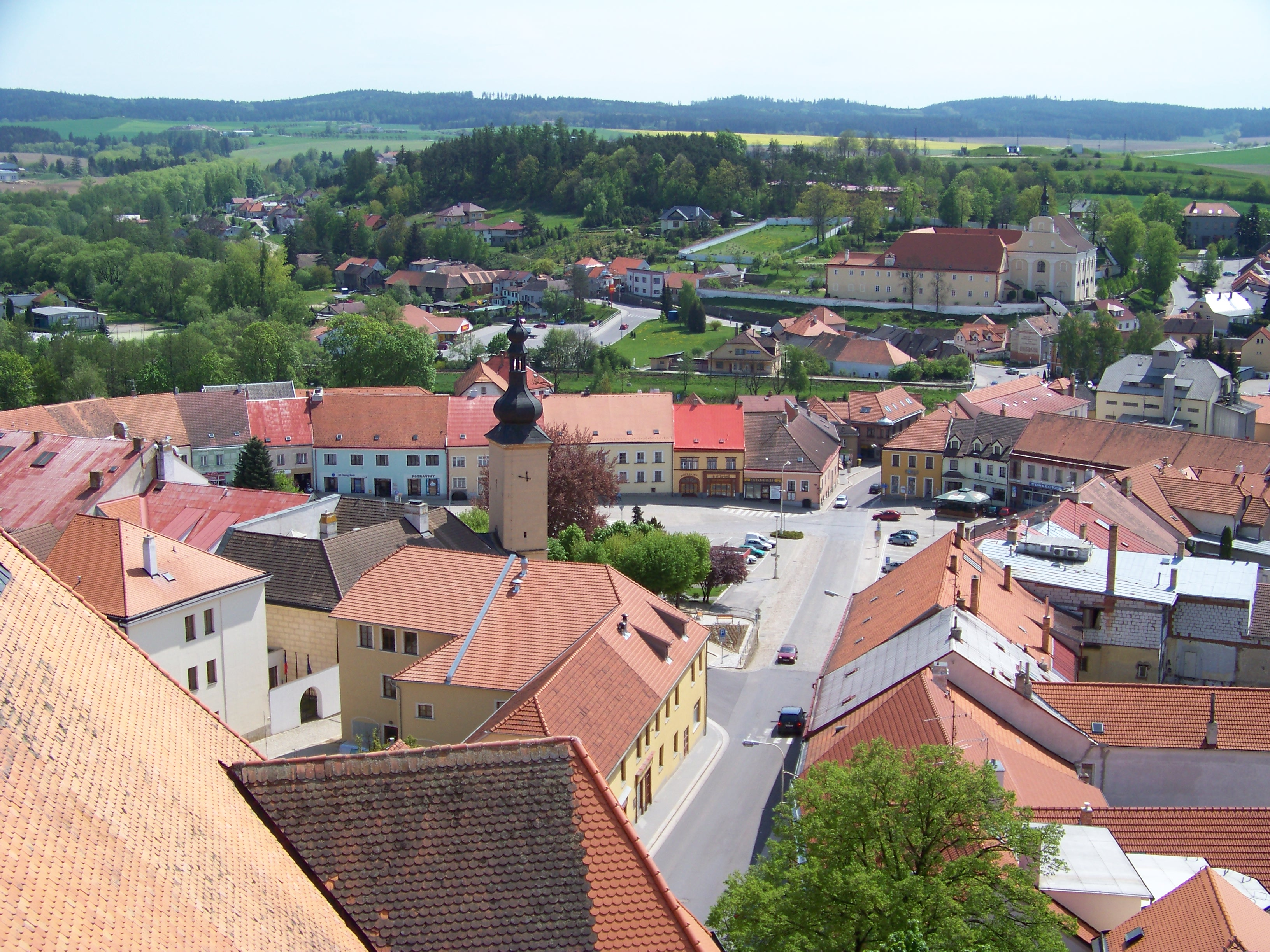
Dačice, Zentrum

Dačice liegt  in 577 m ü. M. an der Einmündung der Vápovka in die Mährische Thaya im böhmischen Kanada.

## Geschichte
Die älteste erhaltene urkundliche Erwähnung von Dačice stammt von 1183, als der Fürst von Znaim und Markgraf von Mähren Konrad III. Otto die Kirche im Ort vom Olmützer Bischof Pilgrim einweihen ließen. Der Name bedeutet „Dorf der Daker oder Dačer Leute“. Das Dorf stieg im 15. Jahrhundert zur Stadt auf.
Datschitz war der namensgebende Ort für die Herrschaft Datschitz, die 1728 vom Grafen Heinrich Karl von Ostein gekauft wurde. Friedrich Karl Anton von Dalberg erbte sie 1809, womit sie an die Familie der Freiherren von Dalberg fiel. Als diese Familie mit Johannes Evangelist von Dalberg 1940 ausstarb, ging das Erbe an dessen Cousine Maria Anna von und zu Dalberg (1897–1979), die mit Prinz Franz Emanuel Konstantin zu Salm und Salm-Salm (1876–1965) verheiratet war über, wurde aber kurz darauf durch die Tschechoslowakei 1945 enteignet.
In der von 1831 bis 1852 bestehenden Zuckerfabrik wurde weltweit der erste Würfelzucker hergestellt, den ihr Leiter Jacob Christoph Rad erfunden hatte.

## Gemeindegliederung
Die Stadt Dačice besteht aus den Ortsteilen Bílkov (Bilkau), Borek (Borken), Dačice I, Dačice II, Dačice III, Dačice IV, Dačice V, Dolní Němčice (Unter-Niemtschitz), Hostkovice (Hostes), Hradišťko (Pastreichs), Chlumec (Chlunz), Lipolec (Lipolz), Malý Pěčín (Kleinpantschen), Prostřední Vydří (Mitterwiedern), Toužín (Thusing) und Velký Pěčín (Großpantschen). Zu Dačice gehören außerdem die Wohnplätze Borecký Dvůr (Helenenhof), Karlov (Karlshof), Podcestný Mlýn, Tomáškův Mlýn (Tomaschker Mühle) und Zahrádky (Friedrichshof). Grundsiedlungseinheiten sind Bílkov, Borek, Červený vrch, Dačice-střed, Dolní Němčice, Hostkovice, Hradišťko, Chlumec, Lipolec, Malý Pěčín, Na drahách, Péráček, Pod Kleničním, Prostřední Vydří, Toužín, U jemnické silnice, U nemocnice, Velký Pěčín und Za Dyjí.
Das Gemeindegebiet gliedert sich in die Katastralbezirke Bílkov, Borek u Dačic, Dačice, Dolní Němčice, Hostkovice u Dolních Němčic, Hradišťko u Dačic, Chlumec u Dačic, Lipolec, Malý Pěčín, Prostřední Vydří und Velký Pěčín.
Der Ortsteil Prostřední Vydří bildet – abgetrennt vom übrigen Gemeindegebiet durch die Gemeinde Kostelní Vydří – eine Exklave.

## Schloss

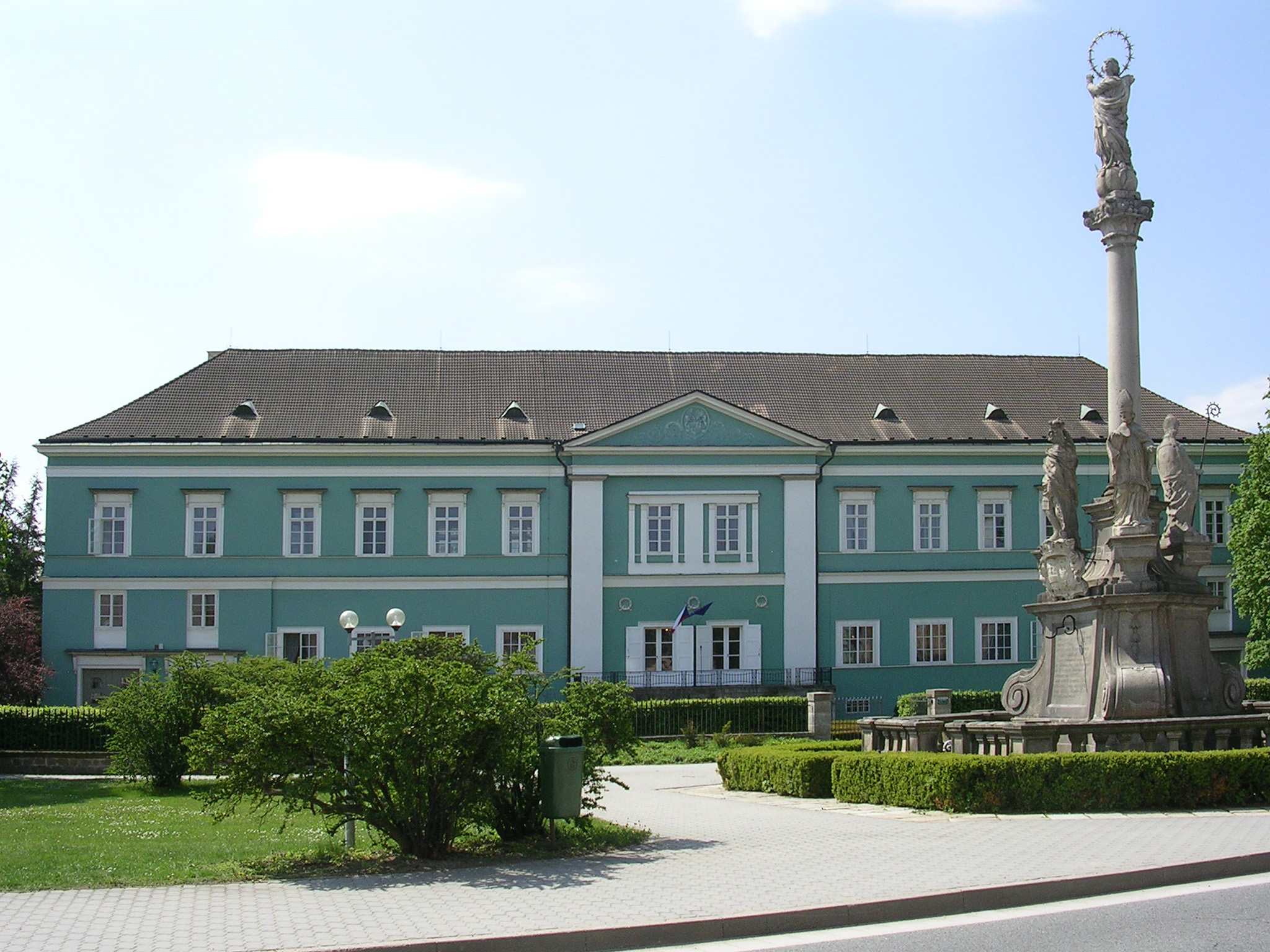
Schloss Dačice

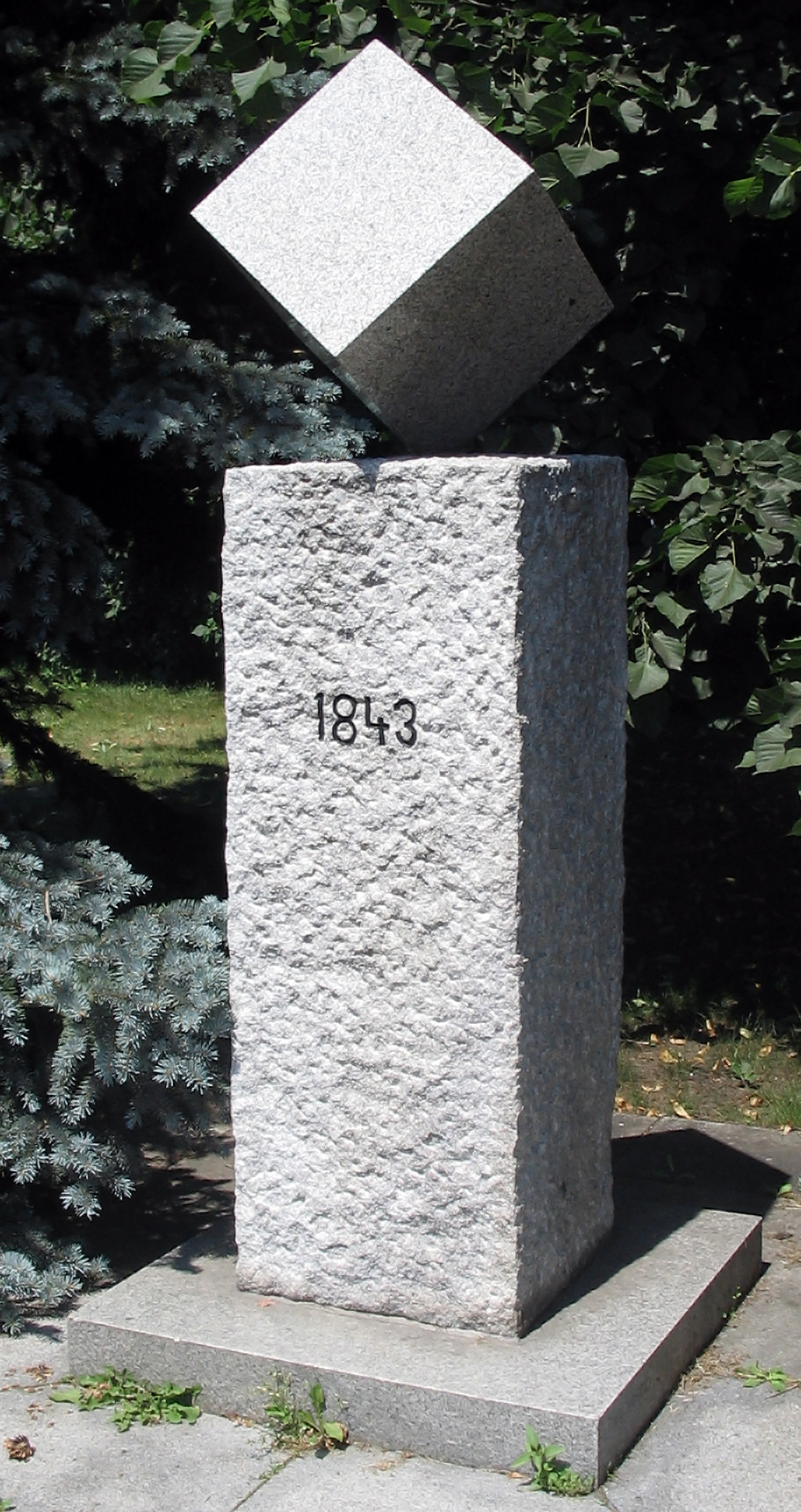
Denkmal zur Erfindung des Würfelzuckers

Eine Dominante der Stadt stellt das Schloss Datschitz dar, das an Stelle eines Renaissance-Schlosses der Kraiger von Kraigk steht. Im Barock, Klassizismus und Jugendstil mehrfach umgebaut, dient es heute als Museum.

## Persönlichkeiten
- Wenzel Krimer (1795–1834), deutscher Arzt und Anatom
- Eduard Kubelík (* 2002), Sprinter